# Alexandre IV de Macedònia
Alexandre IV (en grec antic Αλέξανδρος) fou rei de Macedònia del 323 aC al 310 aC.
Era fill d'Alexandre el Gran i de Roxana, i va néixer poc després de la mort del seu pare el 323 aC. Va ser reconegut rei associat a Filip III Arrideu, sota la regència de Perdicas d'Orèstia, fins que aquest va morir l'any 321 aC.
En aquest any van ser nomenats regents el sàtrapa Pitó i el general Arrideu, per poc temps. Poc després va ser nomenat regent Antípater, que s'emportà Roxana i els seus dos fills a Macedònia, segurament l'any 320 aC, segons Diodor de Sicília.
El 319 aC va morir Antípater i el govern i la regència van caure en mans de Polispercó. Roxana, temorosa del nou regent, es va escapar amb el seu fill cap a l'Epir, on des ja feia temps vivia la mare d'Alexandre el Gran, Olímpies, la qual va induir al rei Aecides de l'Epir a aliar-se amb Polispercó i restaurar a Alexandre el 317 aC. Filip Arrideu i la seva dona Eurídice, que havien format un partit d'oposició a Polispercó, van ser assassinats i Alexandre proclamat únic rei sota la tutela d'Olímpies.
Però l'any següent, el 316 aC, Cassandre, fill d'Antípater, es va apoderar del govern, va fer matar Olímpies i va empresonar Alexandre i Roxana. Van restar ambdós a presó fins a la pau general del 311 aC quan finalment Alexandre va ser reconegut com a rei i llavors els seus partidaris en van demanar l'alliberament. Cassandre, que no el volia deixar anar, el va fer matar secretament a la presó juntament amb Roxana l'any 310 aC.